# Eigel István
Eigel István (Újpest, 1922. november 23. – Budapest, 2000. július 25.) festő, iparművész, író.

## Pályafutása
Eigel Ferenc tímármester fiaként született. 1941-től 1946-ig a Magyar Képzőművészeti Főiskolán tanult, ahol Rudnay Gyula és Bernáth Aurél voltak a mesterei. 1951-től 1954-ig rajztanárként dolgozott és képszerkesztéssel is foglalkozott. 1961 és 1963 között rajzot tanított a Magyar Képzőművészeti Főiskolán, majd 1963-tól a Magyar Iparművészeti Főiskolán oktatott. 1945-ben a tápiószelei művésztelepen, majd 1959-ben a nagymarosi alkotóházban dolgozott, 1960-tól pedig műtermet üzemeltetett feleségével, Tassy Klárával a Százados úton. Alapító tagja volt a Pedagógus Képzőművészeti Stúdiónak, s alelnöke a Berzsenyi Társaságnak. Az 1960-as évek elejétől svájci és francia kiállításokat tanulmányozott. Festészetén a konstruktivizmus és a szürrealizmus jegyei figyelhetőek meg.

## Könyvei
- A túlsó partról / A madárház. Kisregény, Budapest, 1993
- Amerikai napló, Budapest, 1994
- Amíg ez lehetséges, Budapest, 1994
- Én még láttam a kikötőt; Magyar Írókamara, Bp., 1994 (Lyukasóra-könyvek)

Tanulmányai a Lyukasórában, az Új Időkben láttak napvilágot. A Duna TV-nek képzőművészeti sorozatot szerkesztett.

## Díjak, elismerések
- 1958-1961: Derkovits ösztöndíj
- 1967, 1972: Munkácsy-díj
- 1976: érdemes művész
- 1976, 1977: Nívódíj
- 1983: Operaház gobelin-pályázat I. díja
- 1985: Kassai Nemzetközi Festészeti Biennálé díja
- 1985, 1987: Szegedi Biennálé díja; Magyar Művészeti Akadémia tagja
- 1994: a Magyar Köztársasági Érdemrend tisztikeresztje

## Egyéni kiállítások
- 1951 • Műterem kiállítás
- 1947, 1957 • Fényes Adolf Terem [Tassy Klárával]
- 1966 • Ernst Múzeum, Budapest (kat.) [Tassy Klárával] • G. Parnasszus, Athén
- 1971 • Erkel Ferenc Múzeum [Tassy Klárával], Gyula
- 1974 • Menton
- 1977 • Blaskovich-kastély [Tassy Klárával], Tápiószele
- 1981 • Műcsarnok, Budapest (kat.) [Tassy Klárával] • Rippl-Rónai Múzeum, Kaposvár
- 1986 • Mészöly Géza Galéria [Tassy Klárával], Székesfehérvár
- 1983, 1991 • Csók Galéria, Budapest

## Válogatott csoportos kiállítások
- 1955 • Fiatal képzőművészek és iparművészek kiállítása, Ernst Múzeum, Budapest
- 1958 • Magyar művészeti kiállítás, Salon Populiste, Párizs • Fiatal Képzőművészek Stúdiója Egyesület I. kiállítása, Budapest
- 1959 • Nemzetközi kiállítás, Moszkva
- 1960 • XXIX. Velencei Biennálé, Velence
- 1965 • Százados úti művésztelep, Magyar Nemzeti Galéria, Budapest
- 1957 • Tavaszi Tárlat, Műcsarnok, Budapest, 1958-tól • 8., 9. és 10. Magyar Képzőművészeti kiállítás, Műcsarnok, Budapest
- 1968 • Kortárs magyar művészet, Museum Folkwang, Essen, Künstlerhaus, Graz
- 1969 • Magyar művészet 1945-1969, Műcsarnok, Budapest
- 1972 • Konstruktív törekvések a magyar festészetben, Bukarest • Vásárhelyi Őszi Tárlat, Tornyai János Múzeum, Hódmezővásárhely • Magyar Hét, Bordeaux
- 1972, 1976 • IV. és V. Miskolci Országos kiállítás • Országos Nyári Tárlat, Debrecen
- 1975 • Jubileumi Iparművészeti kiállítás, Műcsarnok, Budapest
- 1978 • Alföldi festők, Szeged
- 1985 • Magyar gobelin, 1945-1985, Műcsarnok, Budapest • 40 alkotó év, Műcsarnok, Budapest
- 1995 • Bernáth tanítványok, Vigadó Galéria, Budapest

## Művek közgyűjteményekben
- Déri Múzeum, Debrecen
- Magyar Nemzeti Galéria, Budapest
- Móra Ferenc Múzeum, Szeged.

## Köztéri művei
- A parton (sgraffito, 1961, Balatonföldvár, Üdülő)
- Ma és tegnap (mozaik, 1962, Ózd-Szolnok, étterem)
- Lovasok (mozaik, 1965, Debrecen, Szociális Otthon)
- Évszakok (mozaik, 1968, Debrecen, Agrártudományi Egyetem)
- Vándormadarak (mozaik, 1978, Gyula, MÁVAUT)
- Az élet (mozaik, 1978, Semmelweis Orvostudományi Egyetem)
- A hang (1984, Magyar Rádió új épületének üvegfala)
- A vám (üvegmozaik, 1979, Röszke, Határátkelőhely)
- A produkció, Homo ludens (gobelin és panno, 1984, Operaház)
- Ablak (ólomüveg, 1986, Szeged, Nemzeti Színház)
- Kiskunsági hajnalok [Tassy Klárával] (faintarzia, 1987, Mezőgazdasági Főiskola sportcsarnok)
- Mennybemenetel (olajkép, 1995, Csávoly, Római katolikus kápolna).